# Kanton Paimpol
Paimpol is een kanton van het Franse departement Côtes-d'Armor. Het kanton maakte deel uit van het arrondissement Saint-Brieuc maar werd op 8 december 2016 overgedragen aan het arrondissement Guingamp.

## Gemeenten
Het kanton Paimpol omvatte tot 2014 de volgende 7 gemeenten:
- Île-de-Bréhat
- Kerfot
- Paimpol (hoofdplaats)
- Ploubazlanec
- Plouézec
- Plourivo
- Yvias

Bij de herindeling van de kantons door het decreet van 13 februari 2014, met uitwerking op 22 maart 2015, werden de 3 volgende gemeenten afkomstig uit het kanton Plouha eraan toegevoegd :
- Lanleff
- Lanloup
- Pléhédel